# Lógica intensional
La lógica intensional es un sistema formal donde los aspectos intensionales del lenguaje pueden ser representados.
Para entender lo que son estos aspectos intensionales, considérese el siguiente famoso ejemplo: "la estrella matutina" y "la estrella vespertina" son dos expresiones que los antiguos utilizaban para referir a la misma cosa: el planeta Venus. Sin embargo, los antiguos no sabían que la estrella matutina es idéntica a la estrella vespertina, y descubrirlo llevó muchos siglos de observación astronómica. De modo que la afirmación "la estrella matutina es la estrella vespertina" no es una afirmación obvia. En cambio, la afirmación "el planeta Venus es el planeta Venus" sí es una afirmación obvia. ¿Cuál es la diferencia entre ambas afirmaciones, dado que ambas dicen de la misma cosa que es idéntica a sí misma? ¿Por qué una es obvia y la otra no? La diferencia puede expresarse diciendo que si bien "la estrella matutina" y "la estrella vespertina" designan la misma cosa, lo hacen de manera distinta. A la cosa designada se la llama la extensión de la expresión, mientras que al modo de designarla, se la llama su intensión.
Diferentes tipos de expresiones tienen diferentes tipos de extensiones e intensiones. Cuando se trata de nombres propios, la extensión es la entidad a la cual designan. Por ejemplo, la extensión del nombre "Aristóteles" es Aristóteles. En el caso de los predicados, la extensión es el conjunto de entidades sobre las cuales se aplican con verdad. Por ejemplo, la extensión del predicado "la estrella matutina" es un conjunto de una sola entidad, el planeta Venus, y la del predicado "planeta del sistema solar" es: Mercurio, Venus, Tierra, Marte, Júpiter, Saturno, Urano y Neptuno. Las oraciones con valor de verdad también tienen una extensión: su valor de verdad (0 o 1). Determinar cuál es la intensión de cada tipo de expresiones es parte de la tarea de la lógica intensional.
En algunos contextos, reemplazar una expresión por otra con la misma extensión conserva el valor de verdad de lo que se está diciendo. En la oración "Aristóteles fue el estudiante más eminente de Platón", si la expresión "Aristóteles" se reemplaza por otra con la misma extensión, entonces el valor de verdad de la oración se conserva. Por ejemplo: "el maestro más eminente de Alejandro Magno fue el estudiante más eminente de Platón". Contextos donde la verdad de las oraciones depende sólo de la extensión de las expresiones se llaman extensionales. En cambio, los contextos intensionales son aquellos donde la sustitución de una expresión por otra con la misma extensión no garantiza la conservación del valor de verdad. Por ejemplo, si la oración "Juan sabe que Aristóteles fue el estudiante más eminente de Platón" es verdadera, eso no implica que "Juan sabe que el maestro más eminente de Alejandro Magno fue el estudiante más eminente de Platón" también lo sea. Esto muestra que los contextos que involucran al conocimiento son contextos intensionales.
La distinción entre extensión e intensión también ha sido introducida con otros nombres: denotación y connotación por John Stuart Mill, y referencia y sentido por Gottlob Frege.
No debe confundirse a la intensión con la intención, que es otro concepto filosófico.
La lógica intensional puede entenderse como proveyendo una teoría del significado para cierto rango de expresiones.

## Lógica proposicional
La semántica formal estándar de la lógica proposicional es simplemente una función que asigna valores de verdad a las proposiciones (¿atómicas?). Dado que los valores de verdad son la extensión de las proposiciones, la semántica estándar de la lógica proposicional es una semántica extensional. Para construir una semántica intensional, se introduce una función que asigna a cada proposición el conjunto de mundos posibles donde esa proposición es verdadera.